# 蕭震虜
蕭震虜（16世紀—1647年1月7日），又名蕭震男，字兆祥，號銘鼎，邵武府邵武縣人，明朝、南明軍事人物。

## 生平
蕭震虜是萬曆三十七年（1609年）的武舉人，四十七年（1619年）成武進士，天啟年間擔任鎮撫。崇禎三年（1630年）遼東戰事危急，他出關支援總兵毛文龍，署任前部參將，很快改任榆林守備，立下不少戰功，再調為松江水陸營巡海參將。
弘光帝繼位，陞蕭震虜為五虎門副將、閩安副總兵；隆武帝再陞為護駕征西總兵，在廣州和紹武帝等人戰死。弟弟蕭應鳳擅長詩歌，隱居寫下《快哉遊槁》一書。

## 引用
1. ↑  錢海岳《南明史·卷三·本紀第三》：（隆武二年十二月甲戌）廣州陷，唐王聿鐭、鄧王器䵺、周王倫奎、惠王常潤、鄭王常澂、遼王術雅、益王慈□、東會王肅𥄳、阜平王翊𨯵、鉅野王壽【金胊】、通山王蘊鉞、高密王弘椅、鄢陵王肅汭、益陽王某、南安王企鈺等二十四王薨；建明伯蘇觀生，巡撫陳際泰，總兵蕭耀、蕭震虜、馬玄生以下闔城死之。
2. ↑  《重纂福建通志·卷二百十七·人物 明忠節傳》：蕭震男，字兆祥，一字銘鼎。
3. 1 2  錢海岳《南明史·卷四十九·列傳第二十五》：蕭震虜，字兆祥，邵武人。萬曆四十七年武進士。天啟中，官鎮撫。崇禎三年，以遼事急，出關赴援。總兵毛文龍知其勇，署前部參將，尋守備榆林，累功擢嵩江參將。
4. 1 2  咸豐《邵武縣志·卷十四·宦績》：蕭震虜，字兆祥，號銘鼎。萬曆己酉武舉，己未武進士，天啟間選官戎政衛。崇正三年以邊事急奉命出關，時援遼總兵官毛文龍素知其勇，署為前部參將；旋守榆林塞外地方，屢立戰功，威震冀北，後調松江水陸營巡海參將。
5. ↑  錢海岳《南明史·卷四十九·列傳第二十五》：安宗立，調閩安副總兵。紹宗即位，陞護駕征西總兵。清兵至，戰死廣東。弟應鳳，布衣，隱。
6. ↑  咸豐《邵武縣志·卷十四·宦績》：甲申福王立，於南京升五虎門副將，逾二年，周【唐】王立於閩中，召為轉駕征西總兵，與大兵遇，敗沒無後。弟應鳳，工詩，著有《快哉遊槁》一卷。